# Jaco Sánchez & His All-Stars
Jaco Sánchez & His All Stars es el tercer álbum de Pablo Ilabaca, bajo el nombre de Jaco Sánchez, y es el primer álbum en vivo de este. El álbum nació del deseo de Pablo de grabar sus temas con la banda de Jaco Sánchez a modo de ensayo, pero finalmente se convirtió en un álbum. Este material posee 6 canciones de todos los trabajos de Jaco junto a su banda, y fueron siendo liberados de manera periódica desde mayo de 2020, saliendo de forma completa el 12 de agosto de 2020.

## Lista de canciones
| Jaco Sánchez & His All Stars |                                                                           |          |  |
| N.º                          | Título                                                                    | Duración |  |
| 1.                           | «Club de los deportes raros ft. Matiah Chinaski» (Sunshine (Vol. 1))      | 7:06     |  |
| 2.                           | «El dolor lo manejo» (Jaco Sánchez y los Jaco)                            | 5:50     |  |
| 3.                           | «No es tanto el tiempo el que yo fuí ft. Pedropiedra» (Sunshine (Vol. 1)) | 4:43     |  |
| 4.                           | «Bailo con los muertos» (Sunshine (Vol. 2))                               | 5:06     |  |
| 5.                           | «Para mí» (Sunshine (Vol. 2))                                             | 5:58     |  |
| 6.                           | «Lágrimas de cocodrilo» (Femenino)                                        | 6:21     |  |

## Créditos
Pablo Ilabaca: Voz
•
Felipe Ilabaca: Bajo y coros
•
Pancho G: Guitarra eléctrica 
•
Felipe Salas: Batería 
•
Valentín Trujillo: Teclados
•
Javiera Vinot: Coros y sintetizador 
•
DJ Raff: Tornamesas
•
Matíah Chinaski: Voz en "Club de los deportes raros" 
•
Pedro Subercaseaux: Voz en "No es tanto el tiempo el que yo me fuí"
•
Producido por Pablo Ilabaca
•
Grabado y masterizado por Victoria Paz Cordero

## Videoclips
Todas las canciones poseen un registro audiovisual que fueron liberados de forma periódica en el canal oficial de Jaco Sánchez.
Realización Audiovisual: El Barco
Luciano Rubio: Dirección y Cámara
Claudio Rivera: Dop y Cámara
Pablo O'Ryan: Asistente